# Clavus papilio
Clavus papilio é uma espécie de gastrópode do gênero Clavus, pertencente a família Drilliidae.